# سنی (شهر)
سِنی (به کرواتی: Senj) شهری در ایالت لیکا-سنی کشور کرواسی است که جمعیت آن در سال ۲۰۱۱ میلادی ۷٬۸۴۰ نفر بوده‌است.